# Theope zostera
Theope zostera is een vlindersoort uit de familie van de prachtvlinders (Riodinidae), onderfamilie Riodininae.
Theope zostera werd in 1868 beschreven door H. Bates.